# 飯田朝子
飯田 朝子（いいだ あさこ、1969年 - ）は、日本の言語学者。中央大学教授。日本ネーミング協会理事。

## 経歴・人物
東京都三鷹市生まれ、埼玉県新座市育ち。1992年、東京女子大学文理学部英米文学科卒業。1995年、慶應義塾大学大学院文学研究科英米文学専攻修士課程修了。1999年、東京大学大学院人文社会系研究科言語学専門分野博士課程修了、「日本語主要助数詞の意味と用法」で博士（文学）の学位を取得。2001年、中央大学商学部専任講師。2003年に助教授、2007年に准教授を経て、2009年に教授。
専門は言語学。日本語や英語の語彙の意味記述を中心に研究している。数え方の研究で知られる。一児の母。

## 役職
- 中央大学教授
- 日本ネーミング協会理事

## 著書

### 単著
- 『数え方の辞典』町田健監修　小学館　2004
- 『数え方でみがく日本語』ちくまプリマー新書 2005
- 『数え方もひとしお』小学館　2005
- 『アイドルのウエストはなぜ58センチなのか 数のサブリミナル効果』小学館　2008
- 『ネーミングがモノを言う あのヒット商品から「東京スカイツリー」まで』中央大学出版部　2012
- 『みんなでつくる1本の辞書』(たくさんのふしぎ傑作集) 寄藤文平絵. 福音館書店, 2015
- 『日本の助数詞に親しむ 数える言葉の奥深さ』東邦出版, 2016
- 『「あ、それ欲しい!」と思わせる広告コピーのことば辞典』日経BP社, 2017
- 『ドラえもんはじめての数え方』藤子・F・不二雄 まんが原作. 小学館, 2018

共編
- 『例解学習国語辞典 第11版』金田一京助編, 深谷圭助,石黒圭,桂聖共編集委員. 小学館, 2019.12

### 監修
- 『数え方クイズ』原案・監修　桜雲会　2005
- 『数え方クイズ100』原案監修 松本尚美 2005　小学館文庫
- 『数え方と単位の本』全6巻　学習研究社　2006
- 『クレヨンしんちゃんのまんがものの数え方図鑑 国語の勉強に!家族で使える!』臼井儀人原作 りんりん舎編集・構成 双葉社　2011　クレヨンしんちゃんのなんでも百科シリーズ